# Ԫ
Ԫ, ԫ (лигатура ДЖ) — буква расширенной кириллицы. Форма этой буквы возникла как лигатура кириллических букв Д и Ж.
Использовалась в старых алфавитах для коми и осетинского языков, а также в одном из старых вариантов якутского алфавита. Буква обозначает аффрикату [d͡ʒ].

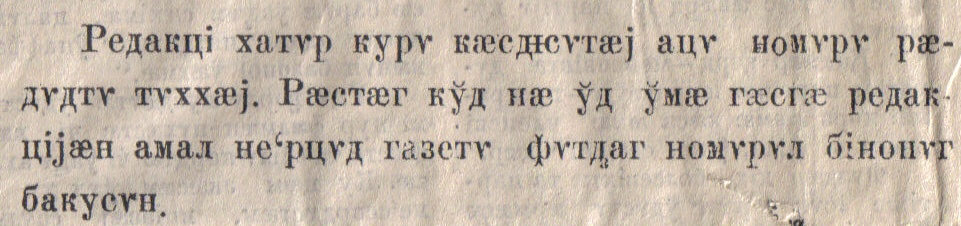
Альтернативная форма буквы Ԫ в слове «кӕсԫѵтӕј» (в современной орфографии «кӕсджытӕй»). Газета «Рӕстꚉінад», № 1

В некоторых изданиях на осетинском языке использовалась особая форма буквы, в которой правая часть была округлой (С-образной) вместо К-образной (на илл.).